# Bir Günün Hikayesi
Bir Günün Hikâyesi (en turc Història d'un dia) és una pel·lícula turca de 1980 escrita i dirigida per Sinan Çetin. És el primer llargmetratge dirigit per Çetin.

## Sinopsi
Mustafà està enamorat de Zeynep, però segueix les costums i s'ha de casar amb la vídua del seu germà, que alhora és la germana de Zeynep. Per acabar-ho d'adobar, el seu amic Nizam també està enamorat de Zeynep

## Repartiment
- Nizamettin Ariç - Nizam Ali (veu. Mustafa Alabora)
- Fikret Hakan - Mustafa (veu. Kamran Usluer)
- Nur Sürer - Zeynep
- Sherif Sezer - Emine (veu. Güler Ökten)
- Erdogan Akduman
- Erdinç Bora - Erdinç (veu. Gökhan Mete)
- Ahmet Fuat Onan - Treballador de mines
- Ihsan Tebret
- Aslan Ariç

## Premis
"Bir Günün Hikâyesi", va guanyar el premi a la millor pel·lícula al Festival Internacional de Cinema de Hyères, i el premi a la millor actriu per Nur Sürer al Festival Internacional de Cinema d'Antalya de 1982.